# Oskar Anderson
Oskar Anderson   (Minsk, 2 d'agost de 1887 - Múnic, 12 de febrer de 1960) va ser un matemàtic bàltic-germànic, conegut pels seus treballs en estadística i econometria.

## Vida i Obra
Tot i haver nascut a Minsk (actualment Belarús), Anderson va passar la seva infància i joventut a Kazan, on el seu pare, filòleg, era professor de llengües ugrofineses a la seva universitat. La família però, era d'origen germànic. Per aquest motiu se'l coneix a vegades pel seu nom rus: Oscar Nicolaievitx Anderson (Оскар Николаевич Андерсон), i altres vegades pel seu nom germànic: Oskar Johann Viktor Anderson. El 1906 va acabar els estudis secundaris i, després d'un curs estudiant matemàtiques a la universitat de Kazan, va ingressar al Institut Politècnic de Sant Petersburg on va ser un dels més importants deixebles d'Aleksandr Txuprov, centrant els seus interessos en l'estadística. Ja el 1914, en un article de resposta a un altre de Student, va iniciar l'estudi de les sèries temporals i dels seus components aleatoris.
Fins al 1917 va ser professor d'una escola comercial de Sant Petersburg i en esclatar la revolució soviètica (1917) es va traslladar a Kíev on va treballar per l'institut demogràfic, va fer classes i va publicar un llibre sobre el comerç exterior d'Ucraïna. El 1920, per motius que no son clars, ja que era de tendència progressista, va abandonar el seu país per instal·lar-se a Bulgària. Després d'uns temps difícils, va ser membre del Consell Superior Estadístic a partir de 1923, professor d'estadística i economia a la universitat d'Economia de Varna des de 1924 fins a 1934 i, a partir de 1935, a la universitat de Sofia som professor i director de l'institut estadístic.
El 1940, en plena Segona Guerra Mundial, el govern búlgar el va enviar a Alemanya per estudiar el racionament. I el 1942, malgrat la seva ideologia, va acceptar una plaça docent a la universitat de Kiel. Acabada la guerra, el 1947, es va traslladar a la universitat de Múnic on va romandre fins a la seva mort el 1960. En aquesta última art de la seva vida a Múnic, els problemes de le'ensenyament de l'estadística es van convertir en el centre del seu interès.
Anderson és recordat per les tècniques de mostreig utilitzades a Rússia i Bulgària, pel seu mètode de diferències a la variable em l'estudi de les sèries temporals i per la seva sistemàtica coordinació entre teoria i aplicacions.
El 1963 es van publicar, en dos volums, les seves Ausgewählte Schriften (Obres escollides) (J.C.B. Mohr, Tubingen, 1963).